# Wieża książęca w Siedlęcinie
Wieża książęca w Siedlęcinie – zabytkowa wieża mieszkalna księcia jaworskiego Henryka I, która w późniejszym okresie stała się siedzibą rycerską.

## Historia
Budowę gotyckiej wieży rozpoczęto najprawdopodobniej około 1314 roku na zlecenie księcia jaworskiego Henryka I. Pierwotnie wieża miała cztery kondygnacje, z czego dwie dolne przeznaczone były na pomieszczenia gospodarcze, natomiast trzecią i czwartą zajmowali właściciele.
Około roku 1346 powstały ścienne polichromie, zlokalizowane na trzeciej kondygnacji w wielkiej auli. Malowidła wykonane zostały w technice al secco – farba nakładana była na wyschnięty tynk. Wyjątkowa jest też ich tematyka, bowiem nawiązują do legendy rycerza sir Lancelota. W sierpniu 2006 roku rozpoczęto kompleksową renowację polichromii. W 2025 roku zajęto się ich badaniem i szczegółową dokumentacją.
Wieża w 1368 roku została sprzedana przez wdowę po Bolku II, księżną Agnieszkę. Nowym właścicielem został rycerz Jenschin von Redern i do połowy XV w. wieża była w posiadaniu tego rodu. Przebudowa wieży miała miejsce w 1575 r., kiedy dobudowano najwyższą kondygnację. Od 1732 do 1945 roku budowla znajdowała się w rękach rodu Schaffgotschów.

## Stan obecny
Długo wieża nie była objęta jakąkolwiek opieką. Od 2001 roku jest własnością fundacji „Zamek Chudów”.
Budowla jest udostępniona dla zwiedzających.
W 2006 roku Fundacja przeprowadziła konserwację średniowiecznych malowideł ściennych, natomiast w 2007 roku prace konserwatorskie objęły pozostałe ściany I i II piętra wieży oraz kominek, podłogi i stropy na tych kondygnacjach. W 2008 roku konserwacji poddano portal wejściowy (oraz dwa inne portale wewnątrz wieży), a także drewniane średniowieczne drzwi prowadzące do wieży, renesansowe drzwi na parterze i strop nad prawym pomieszczeniem parteru. Odtworzono również podłogę w lewej sali parteru. W roku 2009 wykonano kolejne prace zabezpieczające - tym razem objęły one konstrukcję dachu nad łącznikiem pomiędzy średniowieczną wieżą a stojącym przed nią późnobarokowym dworem.
W 2008 roku Wieża książęca w Siedlęcinie została laureatką konkursu na Perły w Koronie województwa dolnośląskiego. W 2009 roku otrzymała nagrodę „Liczyrzepa” za najlepszy produkt turystyczny powiatu karkonoskiego.
W latach 2008–2012 prowadzone były przy wieży badania archeologiczne. W 2011 roku na parterze wieży otwarto wystawę, prezentującą wyniki tych badań (w kolejnych latach wystawę rozwijano na bazie nowych znalezisk).

## Szlaki turystyczne
Książęca wieża w Siedlęcinie usytuowana jest na kilku ważnych szlakach turystycznych:
- Szlak Zamków Piastowskich - szlak pieszy,
- Euroregionalny Turystyczny Szlak Rowerowy "Dolina Bobru" ER-6 - niebieski szlak rowerowy,
- szlak kajakowy „Bóbr”,
- Sudecka Droga św. Jakuba (dawniej Via Cervimontana) – szlak pieszy,
- Kaczawski Szlak Średniowiecznych Malowideł Ściennych (projektowany).

## Galeria

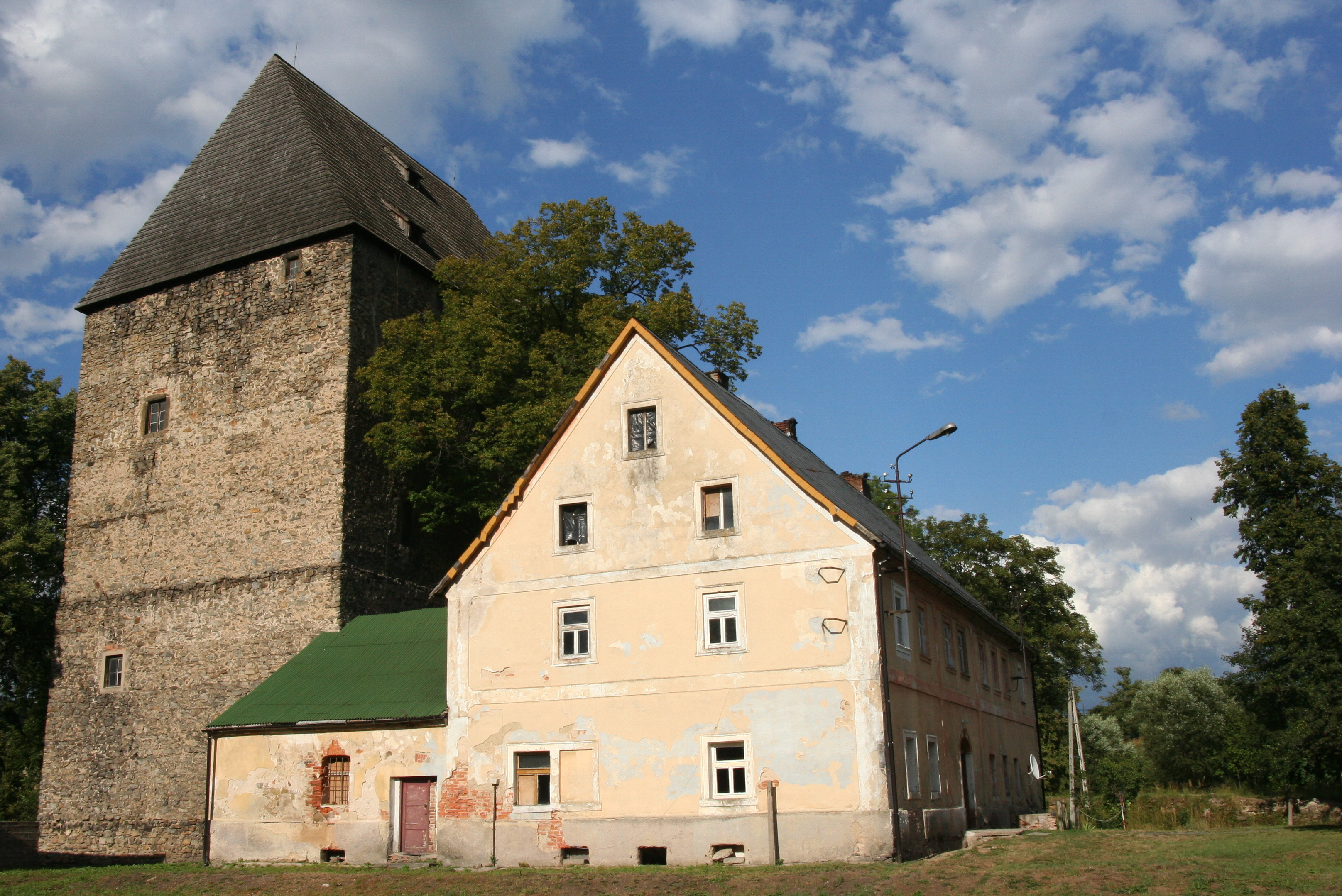
Stan obecny
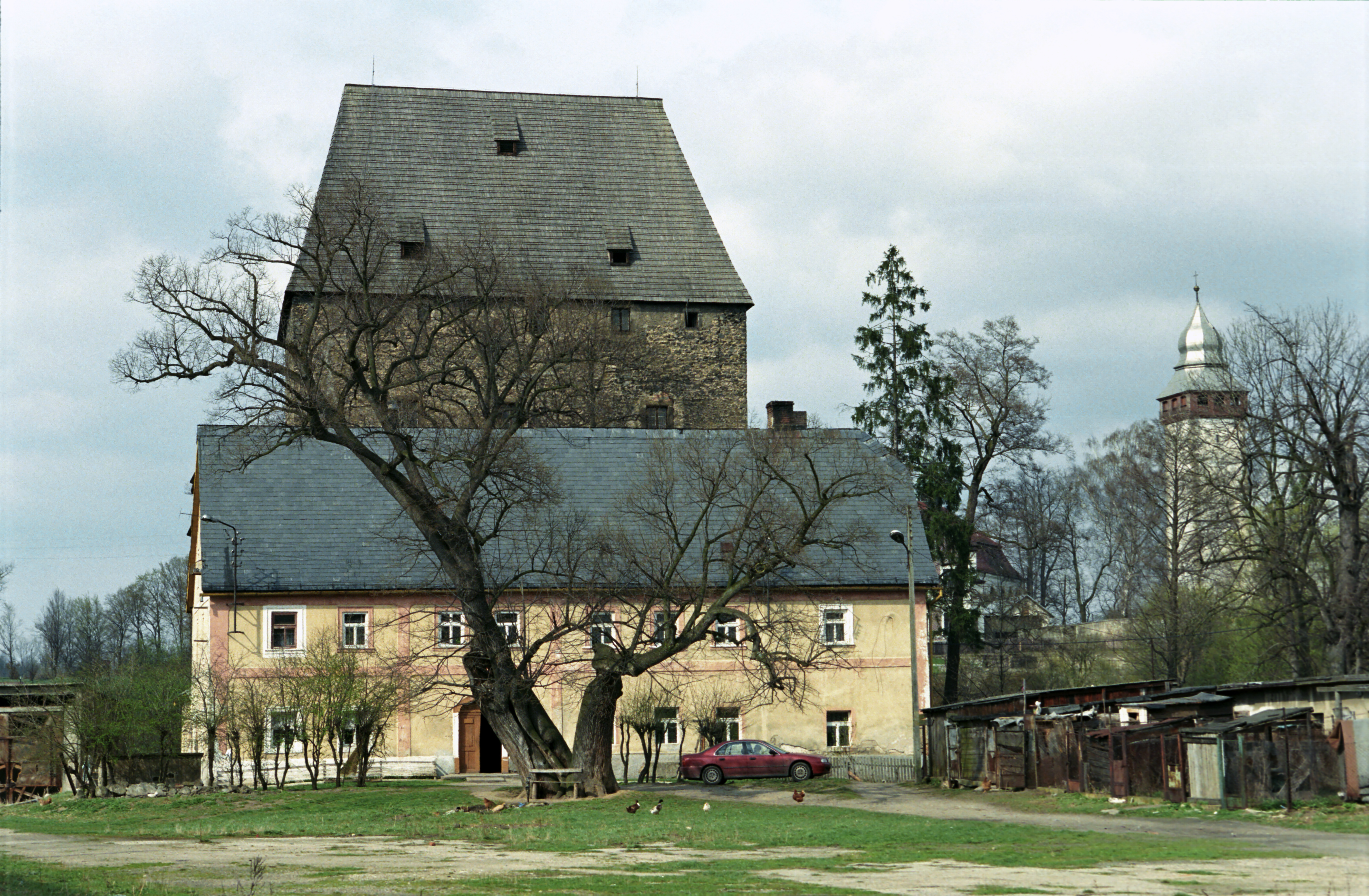
Widok ogólny
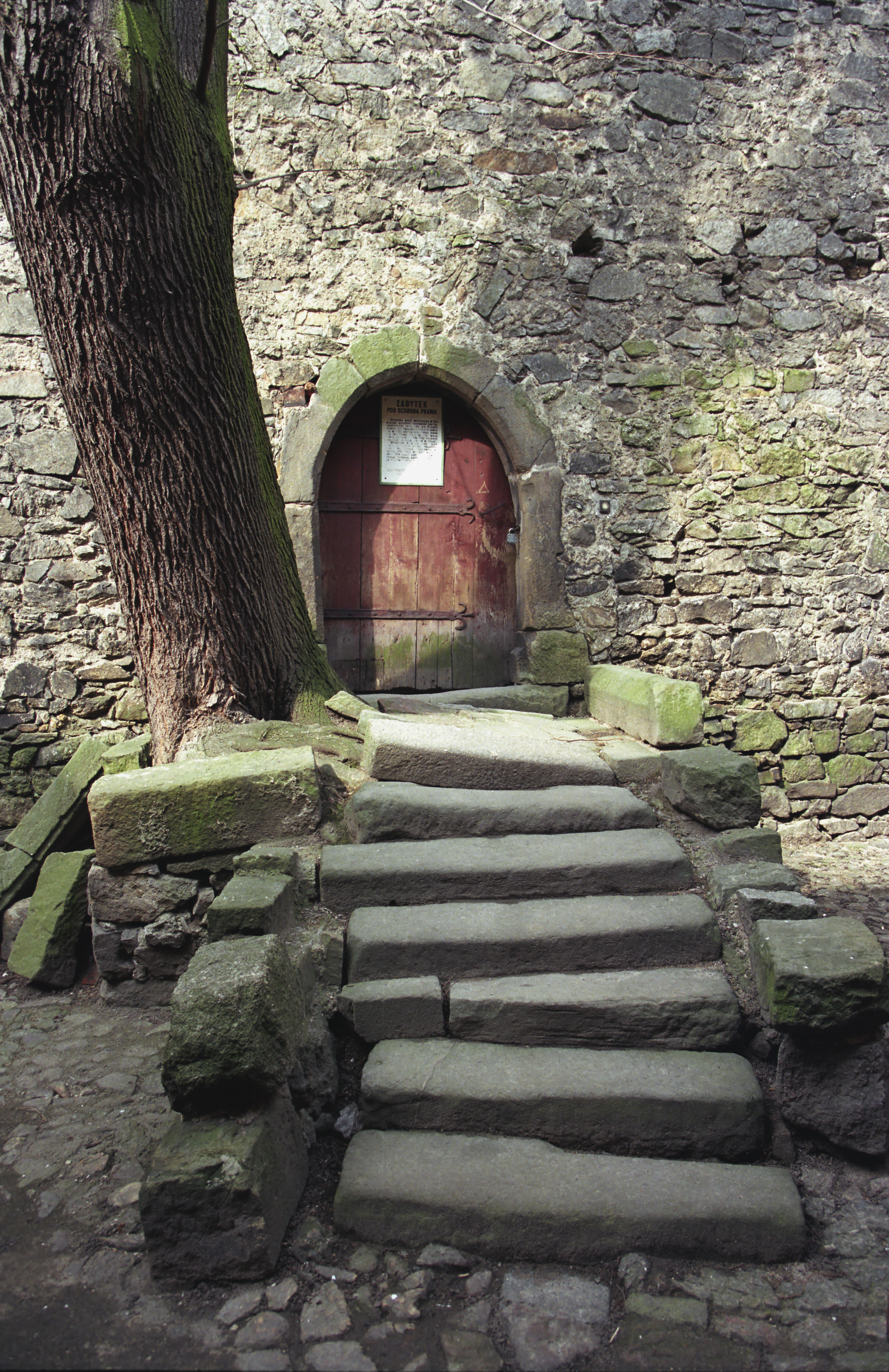
Wejście do wieży
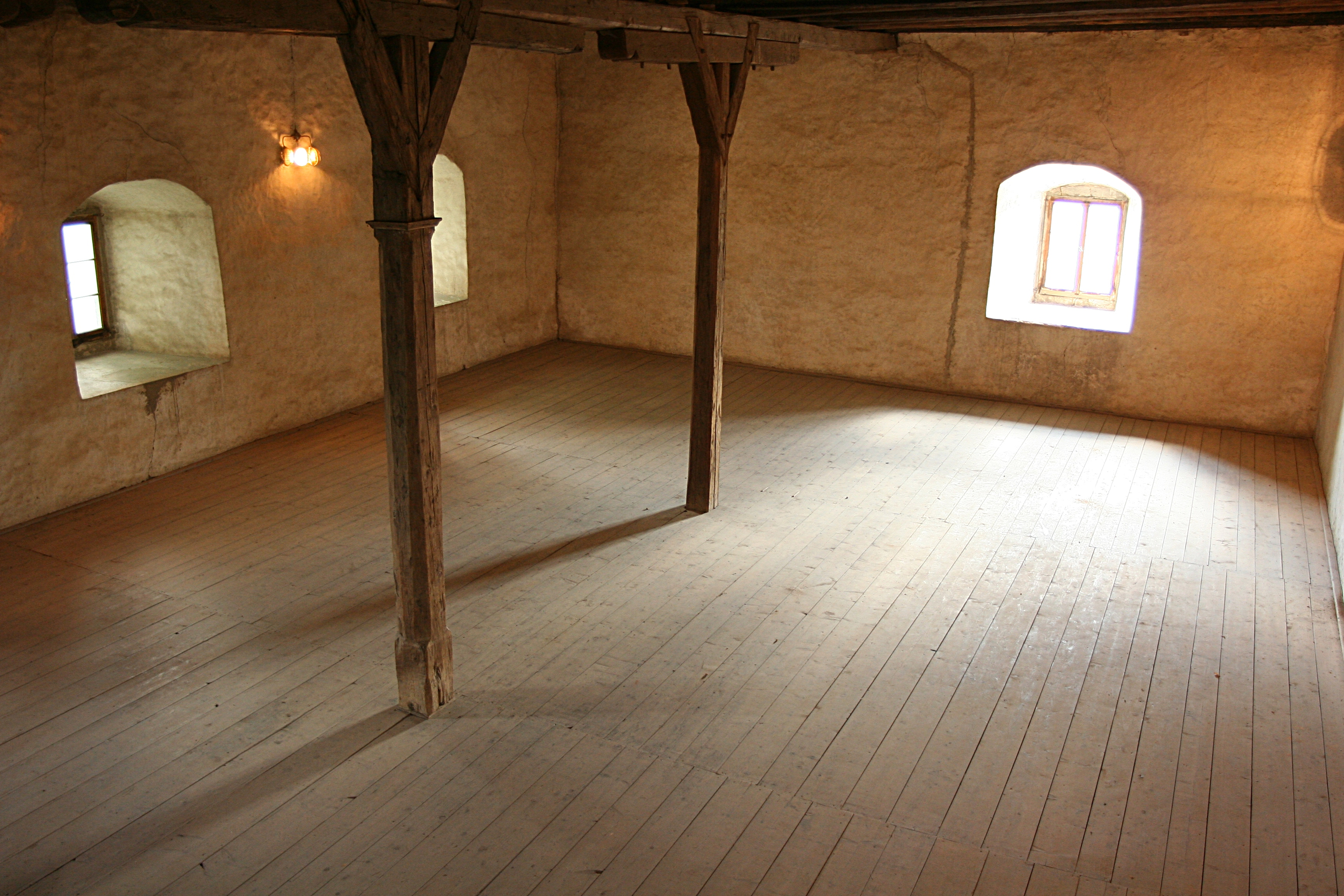
Wnętrze wieży książęcej
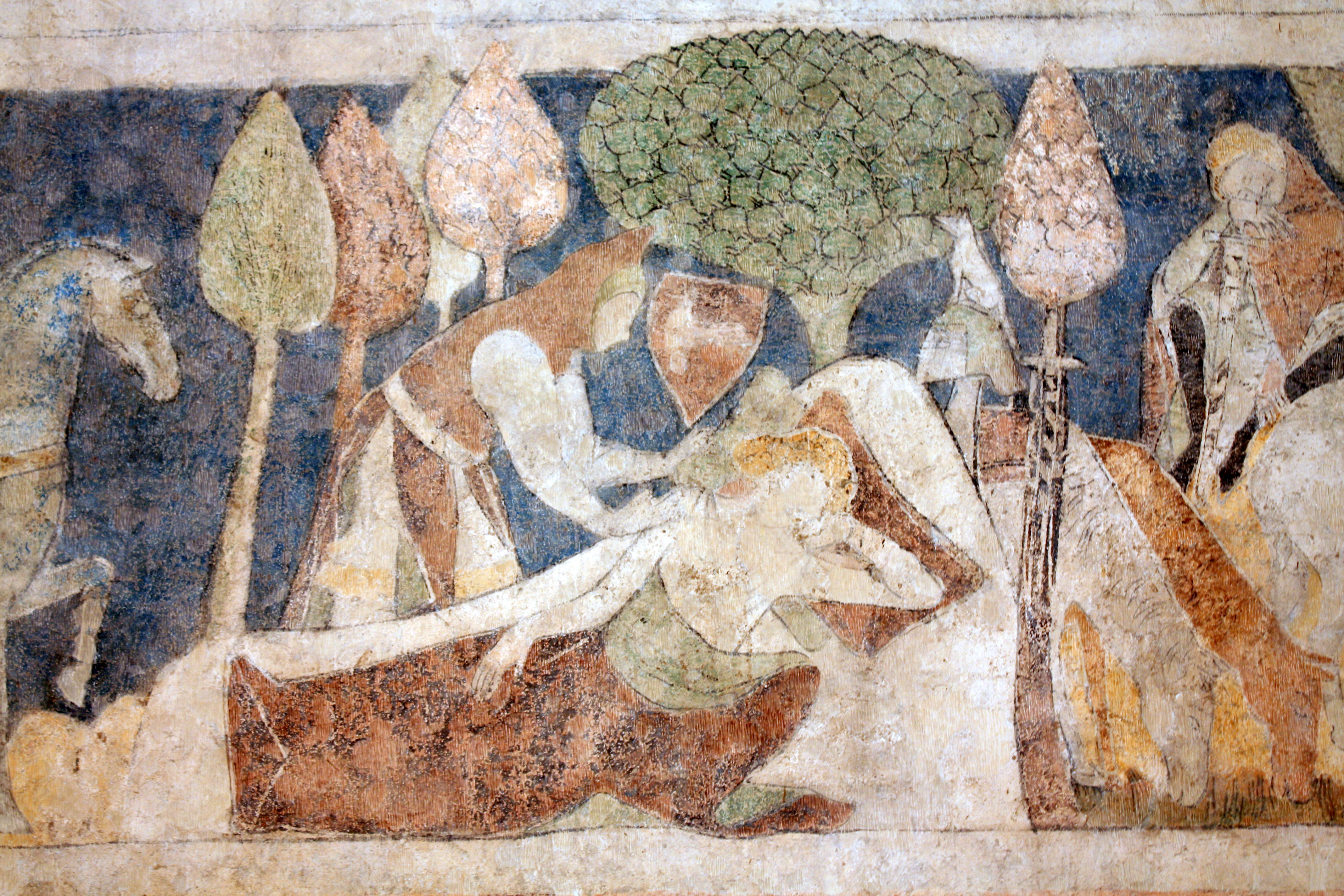
Gotyckie malowidło
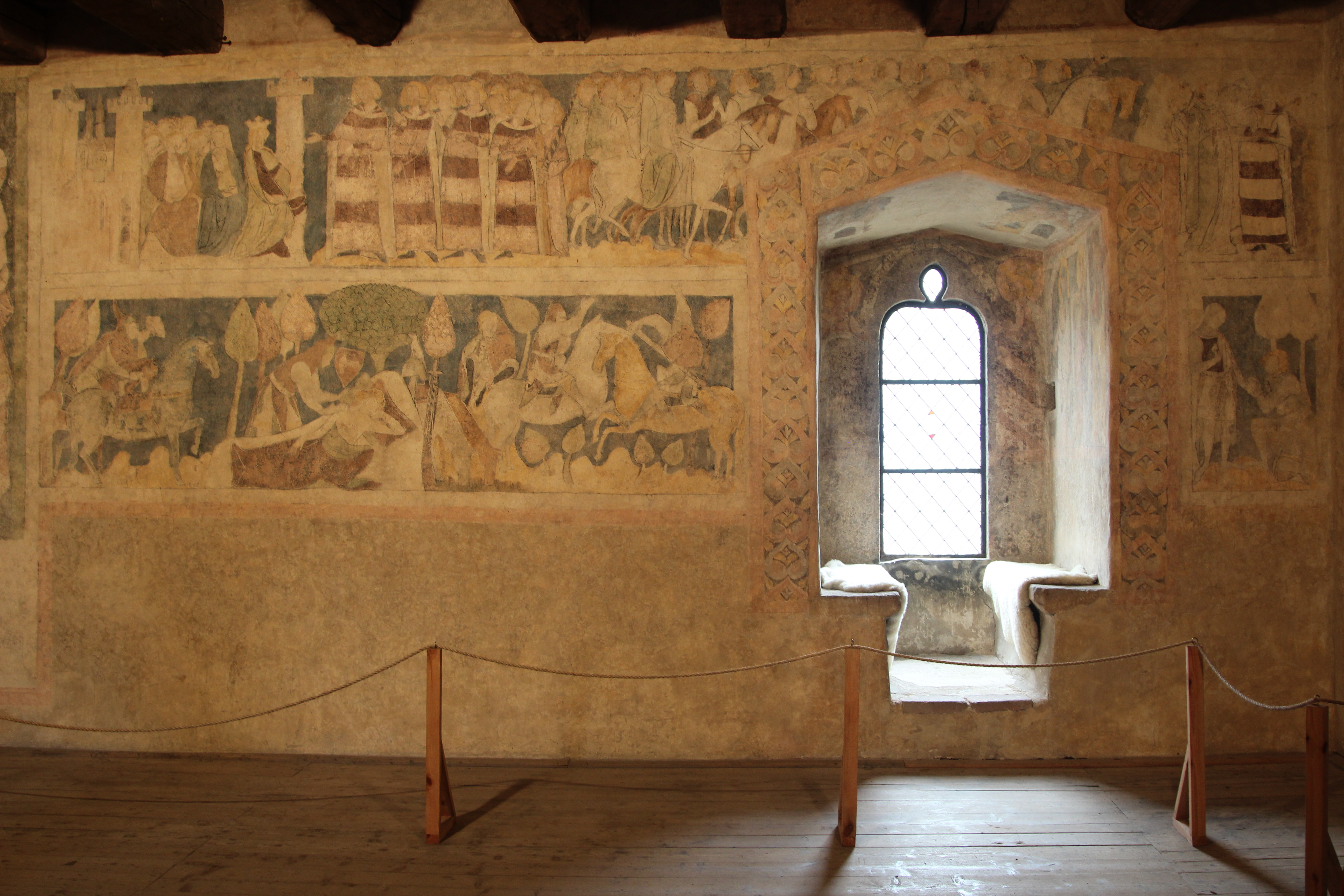
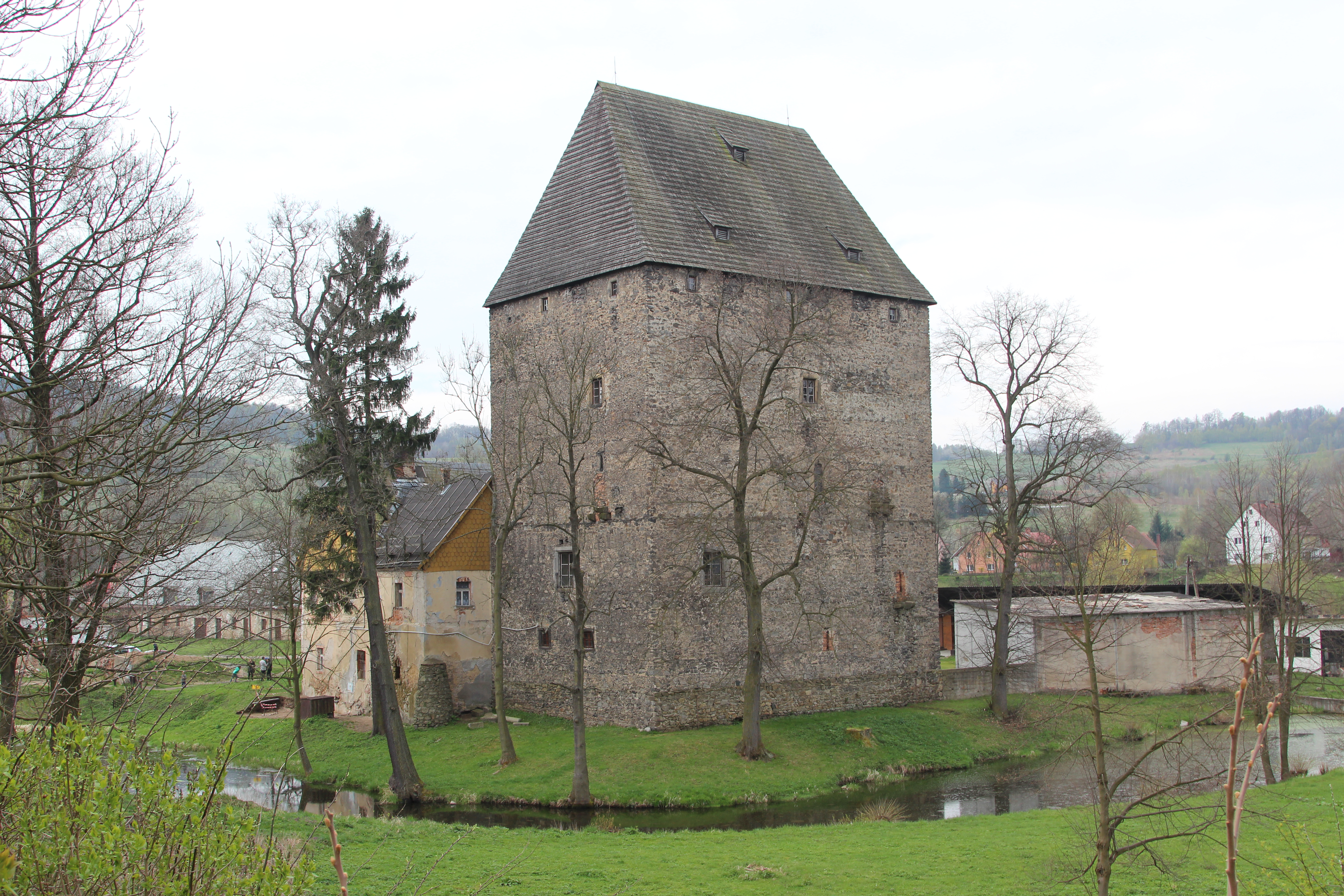
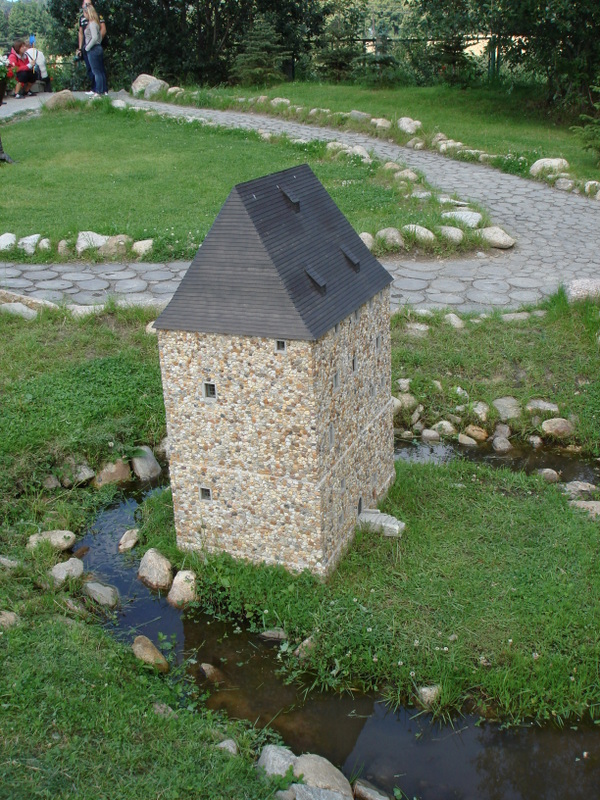
Miniatura wieży książęcej w kowarskim Parku Miniatur Zabytków Dolnego Śląska